# Ciudad de los Césares (revista)
Ciudad de los Césares es una revista académica chilena, considerada como el principal círculo de estudio en torno al neonazismo chileno y sus corrientes afines. Fue fundada en mayo de 1988, por el académico Erwin Robertson, quien desde entonces ha sido su director.
Si bien oficialmente la revista señala dedicarse al estudio de las ideas, la filosofía, el derecho y la literatura, en la práctica es un eje difusor del neonazismo, del hitlerismo esotérico, del antisemitismo, así como en general de ideologías nacionalistas y de la nueva derecha europea. El historiador y doctor en derecho José Díaz Nieva también la vincula con la Nouvelle Droite.
Entre los colaboradores de la revista destacan el Premio Nacional de Historia (2010) Bernardino Bravo Lira, el exministro del Tribunal Constitucional José I. Vásquez (Universidad de Chile), el economista francés Bernard Notin (Universidad Autónoma de Guadalajara), y el filósofo argentino Alberto Buela(Universidad de Barcelona), entre otros.
La revista promovió las obras del escritor Miguel Serrano, y tras su fallecimiento le rindieron homenajes, incluido el discurso principal de su funeral.